# Judgement Rocks
Judgement Rocks är klippor i Australien. De ligger i delstaten Tasmanien, i den sydöstra delen av landet, omkring 380 kilometer norr om delstatshuvudstaden Hobart.
Trakten är glest befolkad. Det finns inga samhällen i närheten.